# George Robb
George Robb, né le 1er juin 1926 à Finsbury Park en Londres et mort dans le Sussex de l'Est le 25 décembre 2011, est un footballeur anglais, qui évoluait au poste d'attaquant.

## Palmarès
- Une sélection en équipe d'Angleterre[1] (25 novembre 1953 contre la Hongrie)[2]